# Jan Kristian Fjærestad
Jan Kristian Fjærestad (ur. 4 września 1963 w Moss) – norweski piłkarz występujący na pozycji napastnika. 

## Kariera klubowa
Fjærestad karierę rozpoczynał w amatorskim zespole Hafslund IF. W 1984 roku przeszedł do pierwszoligowego Moss FK. W sezonie 1985 spadł z nim do drugiej ligi, ale w następnym awansował z powrotem do pierwszej ligi. W sezonie 1987 wraz z Moss zdobył mistrzostwo Norwegii. Z 18 bramkami na koncie został też wówczas królem strzelców ligi norweskiej. W 1990 roku zakończył karierę.

## Kariera reprezentacyjna
W reprezentacji Norwegii Fjærestad zadebiutował 12 sierpnia 1987 w zremisowanym 0:0 towarzyskim meczu ze Szwecją. 28 października 1987 w przegranym 1:3 pojedynku eliminacji Mistrzostw Europy 1988 z NRD strzelił swojego jedynego gola w kadrze. W latach 1987–1988 w drużynie narodowej rozegrał 4 spotkania.